# 青祁隧道
31°32′52″N 120°15′59″E / 31.54781946798°N 120.26628255844116°E

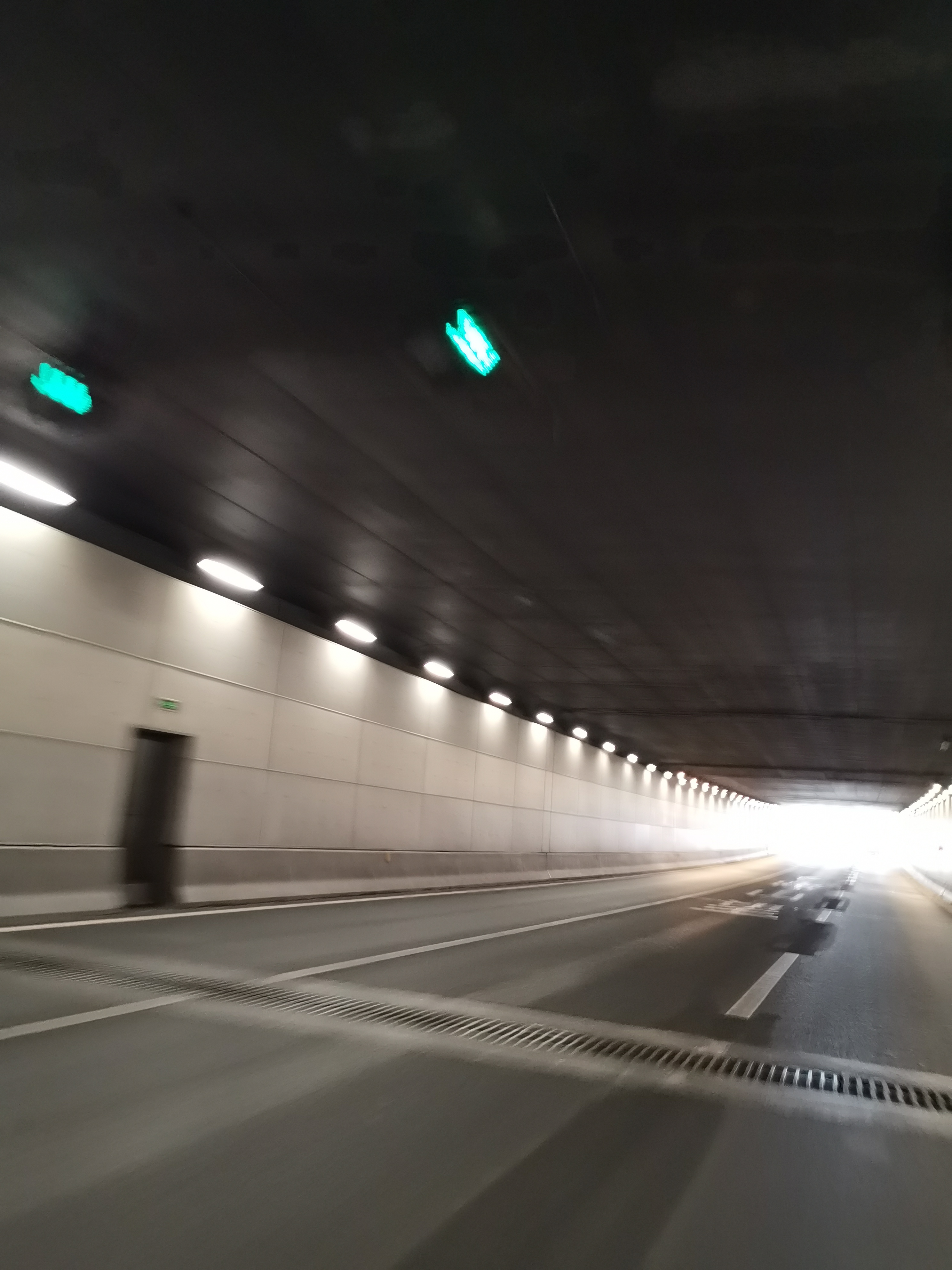
青祁隧道

青祁隧道，是中华人民共和国江苏省无锡市滨湖区青祁路一个隧道，是无锡市市区内的最长隧道。

## 特点
青祁隧道是2002年无锡市城市规划的重要工程，2008年底通车，全长1900米，是当时无锡市市区内最长隧道。青祁是无锡古村名，谐音自“青旗”，是北宋末年南下的青旗军。2019年，惠山隧道、青祁隧道重新路面规划升级。